# 俄羅斯宗教
俄羅斯的宗教信仰（2024年估計）

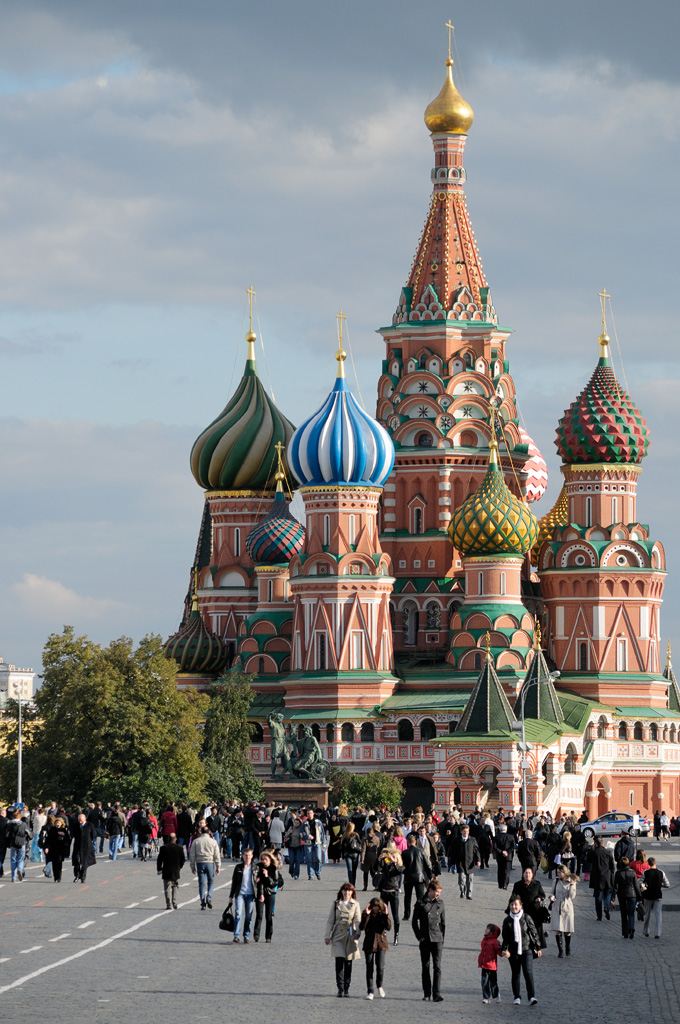
莫斯科聖瓦西里主教座堂

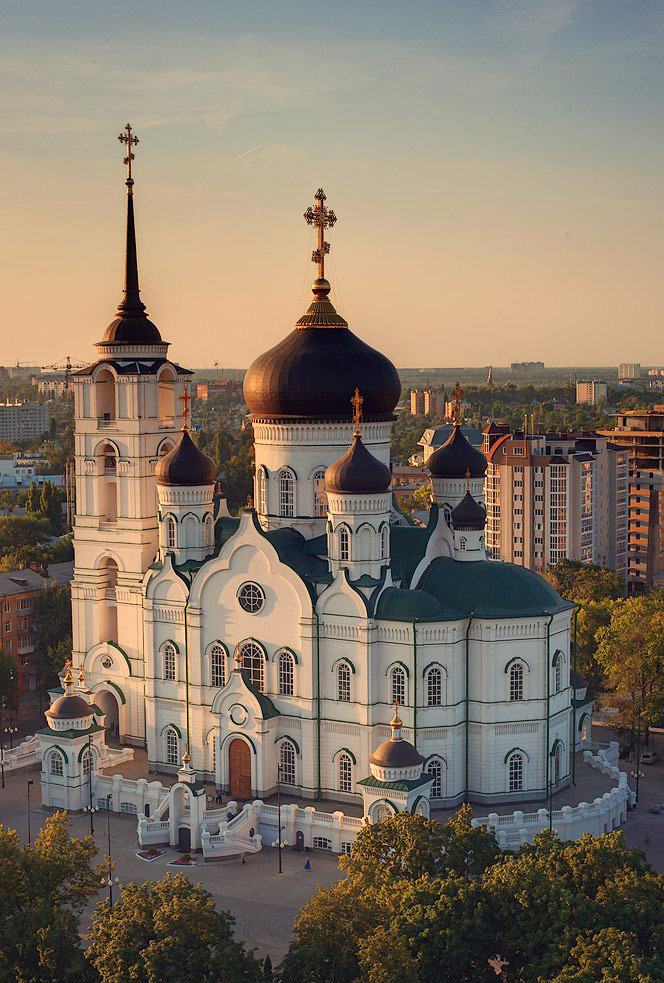
沃羅涅日正教會天使報喜大教堂

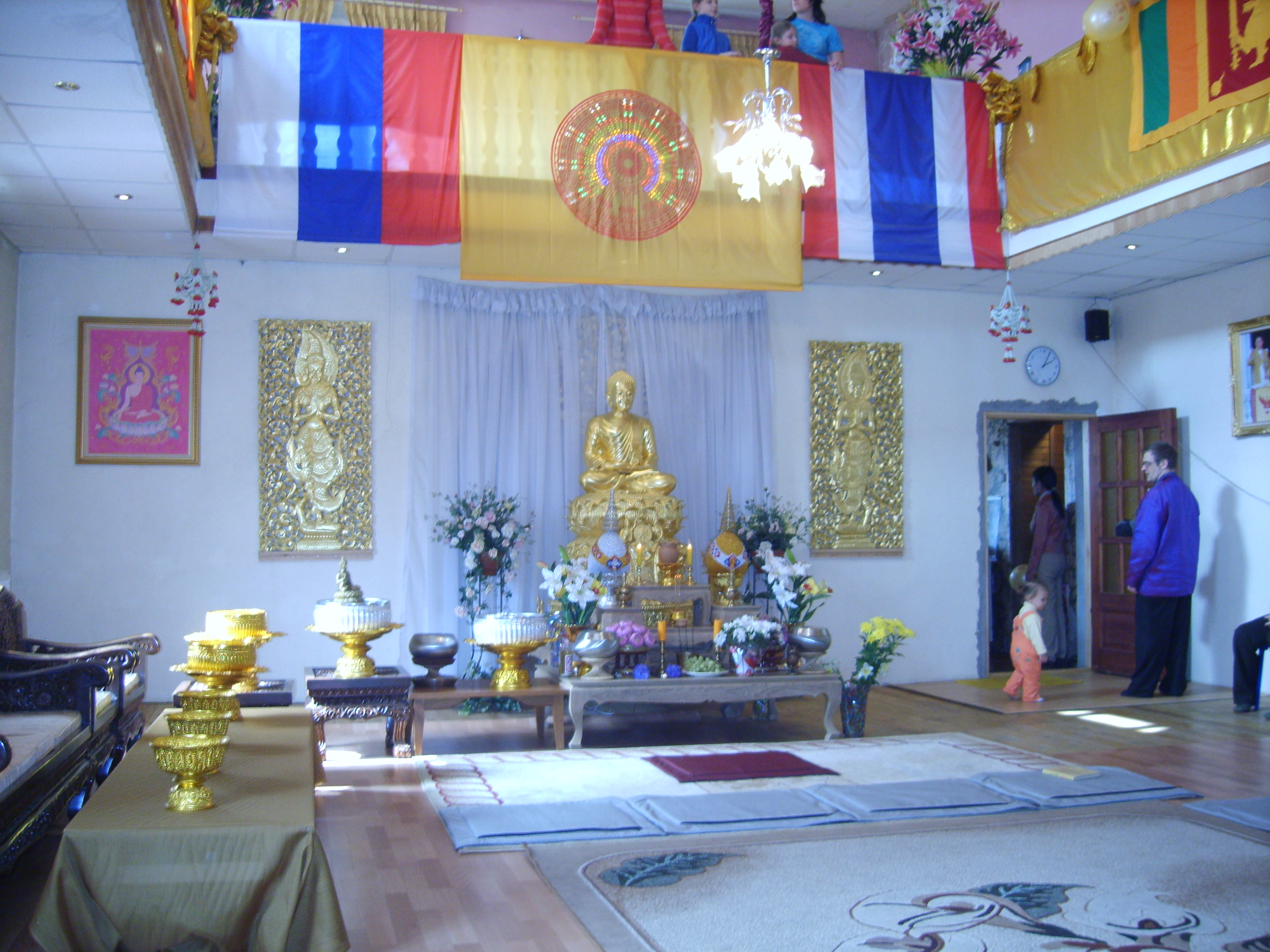
聖彼得堡的一座佛教祭壇

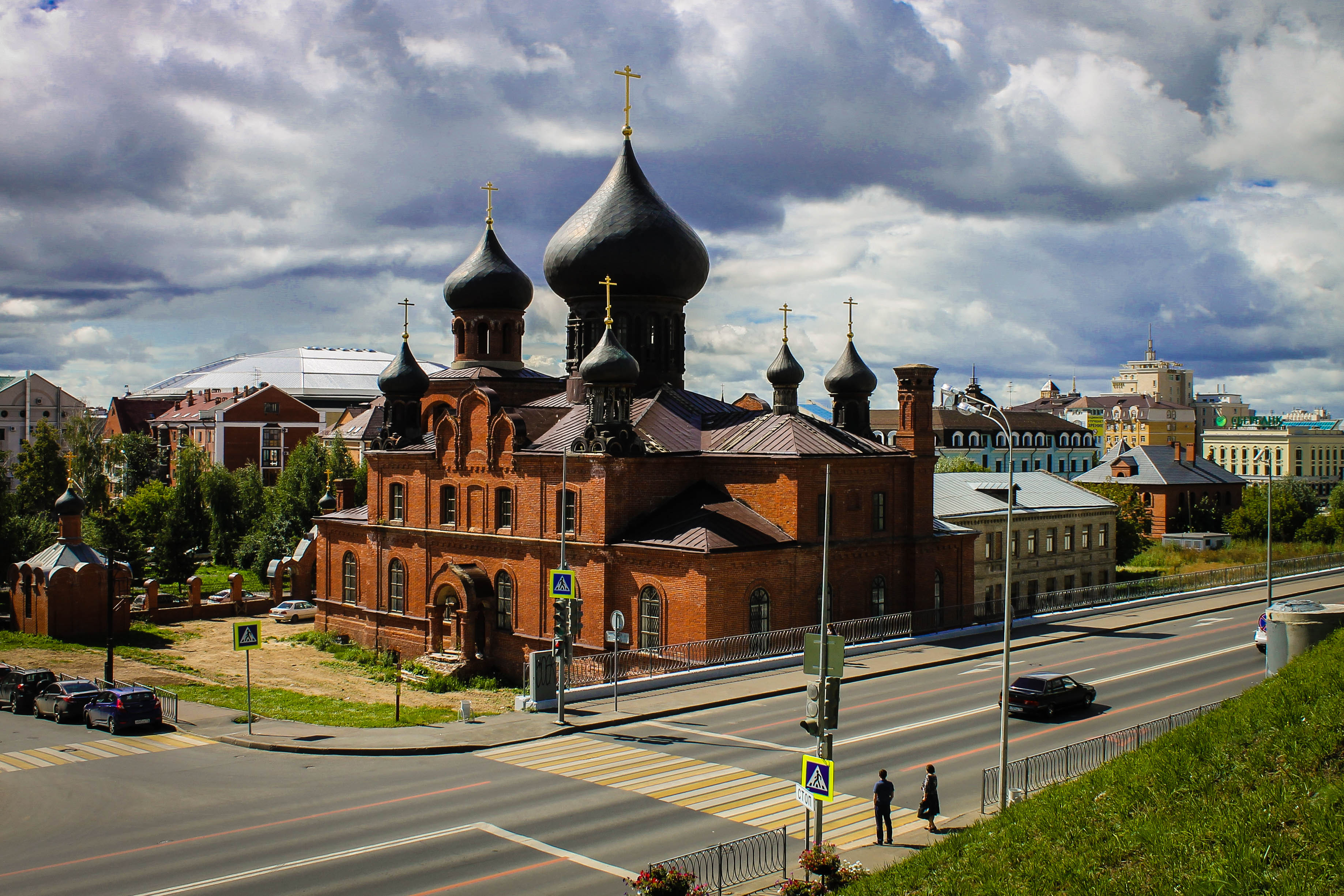
喀山的正教會舊禮儀派教堂

俄羅斯宗教多元。1997年，俄羅斯的一項法律將基督宗教、伊斯蘭教、猶太教和佛教作為俄羅斯歷史上的重要命名。俄羅斯政府指定了四個正式的“傳統”宗教：基督正教、伊斯蘭教、猶太教和佛教。
東正教是俄羅斯的傳統且規模最大的宗教教派，大約95％的東正教堂區屬於俄羅斯正教會，也有一些較小的東正教會教派。自1991年蘇聯解體以來，整個俄羅斯西伯利亞地區的薩滿教有普遍復興的趨勢。
自1990年代末和21世紀初以來，俄羅斯當局對宗教自由的尊重已經下降。

## 人口統計
俄羅斯沒有官方的宗教信仰普查，估計僅基於調查。2012年8月，ARENA估計約有46.8％的俄羅斯人是基督徒（包括東正教，天主教，新教和獨立教會），這個數字略低於50％。然而，當年（2012）年尾的時候，利華達中心（Levada Center）估計有76％的俄羅斯人是基督徒， 皮尤研究中心 2011年的調查俄羅斯人中有73.6％是基督徒，
俄羅斯科學院估計正統的基督徒人數在2013年為構成79％。
最近的歐洲社會調查（European Social Surveys）從2007年到2009年發現，俄羅斯46％的人口宣稱自己無宗教信仰，東正教基督徒佔45％，穆斯林占8％，其餘人士屬其他信仰。
皮尤研究中心發現，在2015年，俄羅斯人口中有71％的人宣稱自己是東正教基督徒，15％是宗教無關的，這個類別包括無神論，不可知論者和那些把他們的宗教描述為“ 沒什麼特別的 ”穆斯林和2％的其他基督徒，而1％屬於其他信仰。
- 俄羅斯伊斯蘭教
- 俄羅斯佛教
- 俄羅斯正教會

### 俄羅斯各種族宗教信仰
Note: <1 means between 0.5% and 1%, while <0.5 stands for 0.1% to 0.5%
| 民族         | 俄羅斯正教會 | 其他正教會 | 舊禮儀派正教會 | 基督新教 | 羅馬天主教 | 五旬節運動 | 無宗派基督徒 | 無宗教 | 無神論者 | 無宗派穆斯林 | 遜尼派穆斯林 | 什葉派穆斯林 | 異教徒/騰格里信仰 | 佛教 | 猶太教 | 印度教 |
| ------------ | ------------ | ---------- | -------------- | -------- | ---------- | ---------- | ------------ | ------ | -------- | ------------ | ------------ | ------------ | ----------------- | ---- | ------ | ------ |
| 總數         | 41.1         | 1.5        | 0.3            | 0.2      | 0.1        | 0.1        | 4.1          | 25.2   | 13.0     | 4.7          | 1.7          | 0.2          | 1.2               | 0.5  | 0.1    | 0.1    |
| 俄羅斯族     | 46           | 1.5        | <1             | <1       | 0          | 0          | 4.3          | 27     | 14       | 0            | 0            | 0            | <1                | 0    | 0      | 0      |
| 塔塔爾族     | 5            | <1         | 0              | 0        | 0          | 0          | 1            | 17     | 9        | 55           | 3            | 1.3          | 1.6               | 0    | 0      | <1     |
| 烏克蘭族     | 45           | 2          | <1             | <1       | <1         | 0          | 7            | 26     | 12       | <1           | 0            | 0            | <1                | 0    | 0      | 0      |
| 楚瓦什人     | 58           | 4          | <1             | 0        | 0          | 0          | 2            | 22     | 8        | 0            | <1           | 0            | 2                 | 0    | 0      | 0      |
| 巴什基爾人   | 1            | 0          | 0              | <1       | <1         | 0          | 1            | 25     | 11       | 43           | 6            | <1           | 2                 | <1   | 0      | <1     |
| 亞美尼亞族   | 35           | 7          | 0              | 0        | 1.8        | 0          | 13           | 25     | 7        | 1            | <1           | 0            | <1                | 0    | 0      | 0      |
| 阿瓦爾人     | 2            | 0          | 0              | 0        | 0          | 0          | 0            | 5      | 2        | 24           | 66           | <1           | 1.2               | 0    | 0      | 0      |
| 莫爾多維亞人 | 60           | 0          | 0              | 0        | 0          | 0          | 7            | 14     | 12       | 0            | 0            | 0            | <1                | 0    | 0      | 0      |
| 德意志族     | 18           | 2          | 0              | 3.2      | 7.2        | 1.2        | 5            | 34     | 18       | 0            | 0            | 0            | 2                 | 0    | 0      | 0      |
| 猶太人       | 13           | 0          | 0              | 0        | 0          | 0          | 4            | 25     | 27       | 0            | 0            | 0            | 3                 | 4    | 13     | 0      |
| 哈薩克族     | 3            | 0          | 0              | 0        | 0          | 0          | 1            | 14     | 7        | 54           | 7            | 1.1          | 5.9               | 0    | 0      | <1     |
| 白俄羅斯族   | 46           | 4.6        | 1.4            | <1       | 1.3        | 0          | 3            | 20     | 15       | 1            | 0            | 0            | 0                 | 0    | 0      | <1     |

## 宗教社群

### 基督宗教

#### 俄羅斯正教會
現代俄羅斯族的祖先在公元十世紀信仰了基督正教。俄羅斯正教會在2005年聲稱擁有8000萬信徒。俄羅斯輿論研究中心2007年的調查顯示，有63％的受訪者認為自己是俄羅斯東正教會的信徒。 勒瓦達中心2011年的一項調查顯示，自認為是俄羅斯東正教的信徒人數從1991年的31％增加到2001年的50％，在2011年接近70％。許多人已經註意到，這是一個更廣泛的民族主義趨勢的一部分，不一定是宗教的，因為據估計，這些俄羅斯東正教的信徒中有30％不相信上帝的存在。
41％到60％俄國正教會信徒主要集中在俄羅斯西部（包括亞馬爾-涅涅茨自治區和彼爾姆邊疆區）：庫爾斯克州（69％），沃羅涅日州（62％），利佩茨克州（71％），坦波夫州（78％），奔薩州（63％），烏里揚諾夫斯克州（61％），莫爾多維亞共和國（69％）和下諾夫哥羅德州（69％）。
在文化和社會事務方面，普京總統與俄羅斯正教會密切合作。莫斯科教區主教基里爾，支持了普京2012年的總統選舉。Steven Myers報告說：「正教會一度受到嚴重壓制，從蘇聯解體後成為最受尊敬的機構之一。現在基里爾帶領信徒直接與國家結盟」。

#### 天主教會

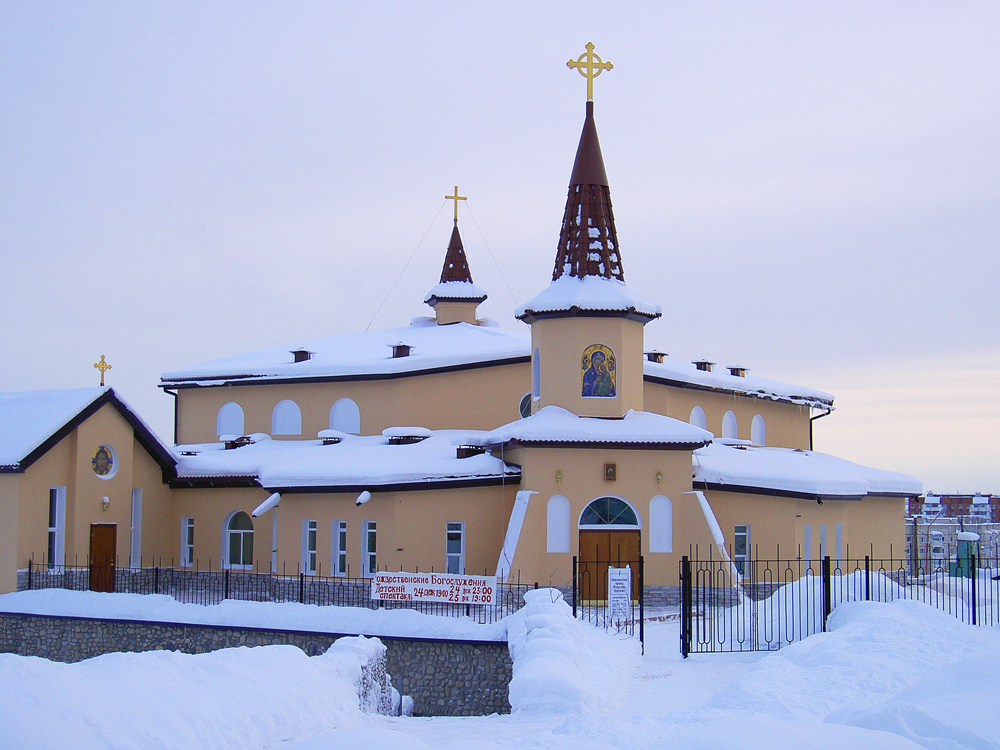
馬加丹的天主教堂

天主教信徒在俄羅斯14萬人（約佔0.1％），主要集中在俄羅斯西部（歐俄）地區。天主教莫斯科總教區是拉丁禮天主教以俄國首都莫斯科為中心的一個總教區。俄國的天主教區還有天主教伊爾庫茨克教區、天主教新西伯利亞教區和天主教薩拉托夫教區。伊爾庫茨克教區實際上是世界上最大的天主教教區，面積有996萬平方公里。
幾乎所有的俄羅斯天主教會都是拉丁禮儀。

#### 其他基督宗教

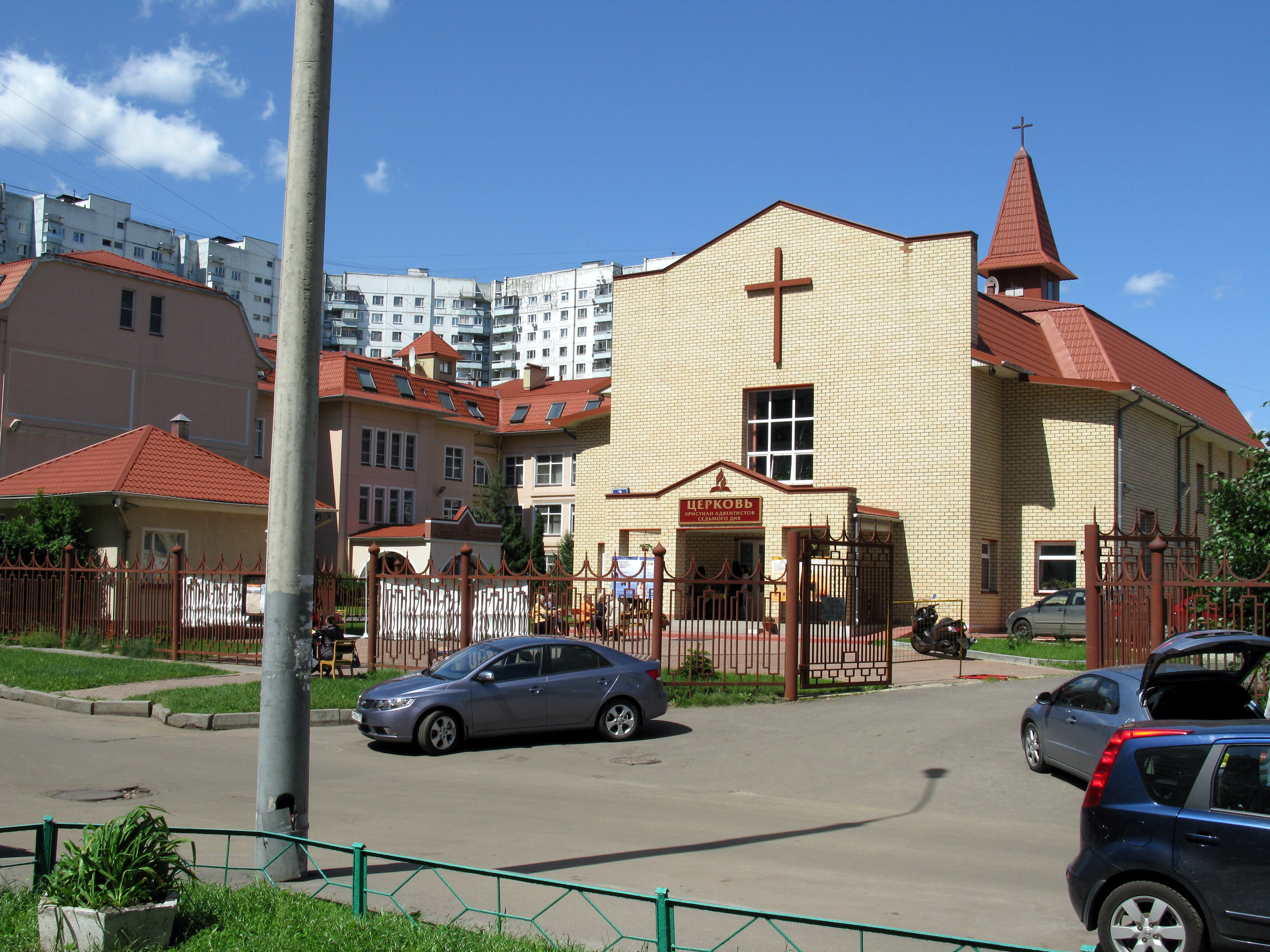
莫斯科一間基督復臨安息日會的禮拜堂

非俄羅斯正教會的其他正教會基督徒（包括烏克蘭正教會，格魯吉亞正教會，亞美尼亞使徒教會等）佔俄羅斯人口總數的1.5％（2,100,000）。
舊禮儀派基督徒構成俄國總人口的0.2％（400,000），但它們的數量在斯摩棱斯克州（1.6％），阿爾泰共和國（1.2％），馬加丹州（1％）和馬里埃爾共和國（Marelia）（1％）都超過1％。
截至2015年，耶和華見證人信徒佔俄羅斯總人口的0.12％（175,000）。
“ 無教派基督徒 ”佔俄羅斯總人口的4.1％（5,900,000），基督新教各派別基督徒，包括福音派或五旬節運動，佔俄國總人口的0.2％（30萬），一些觀察家認為俄羅斯將來會經歷新教的複興。

### 原始宗教
俄羅斯信仰原始宗教的主要是西伯利亞地區的民族。

### 伊斯蘭教

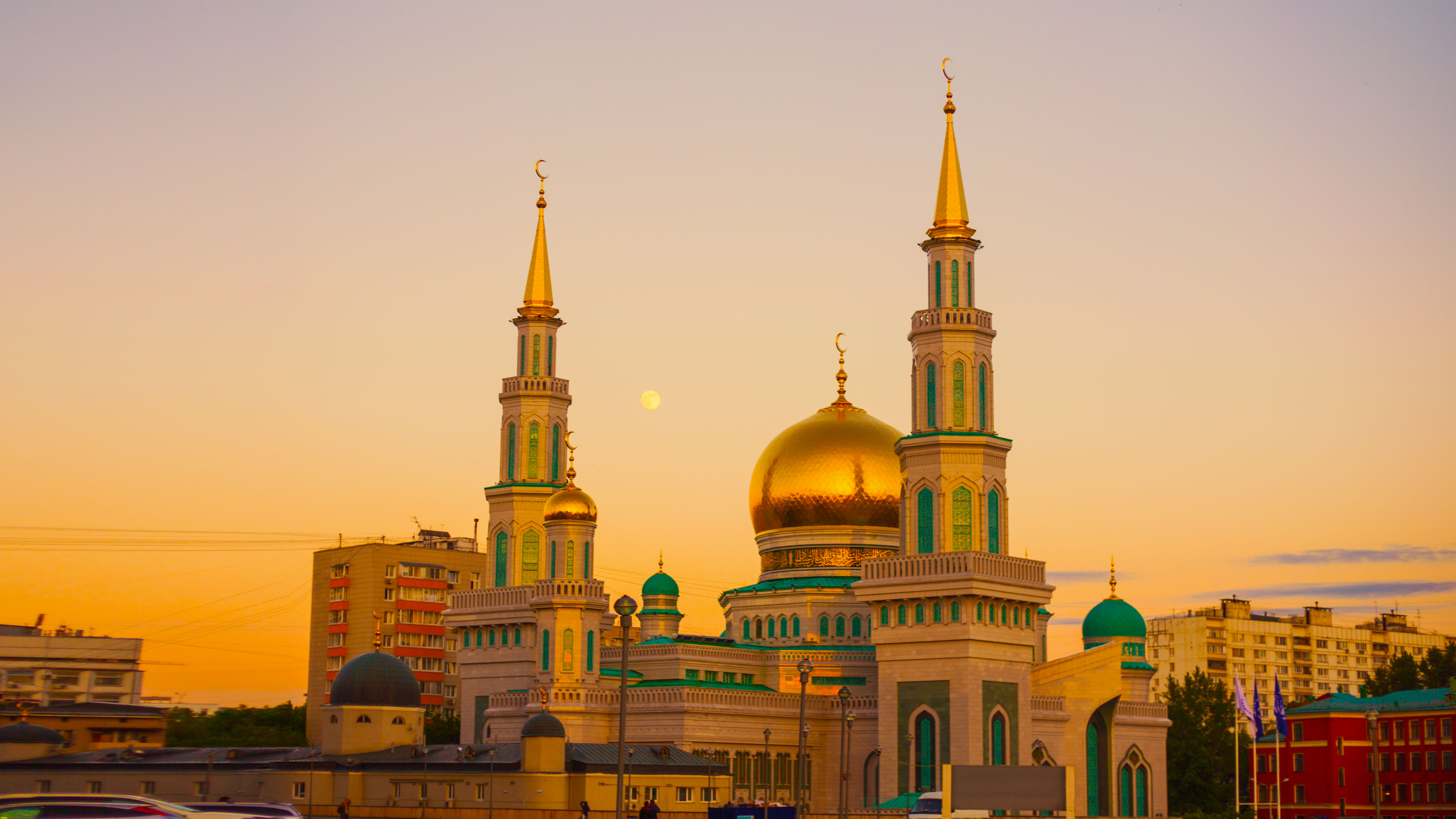
莫斯科大清真寺

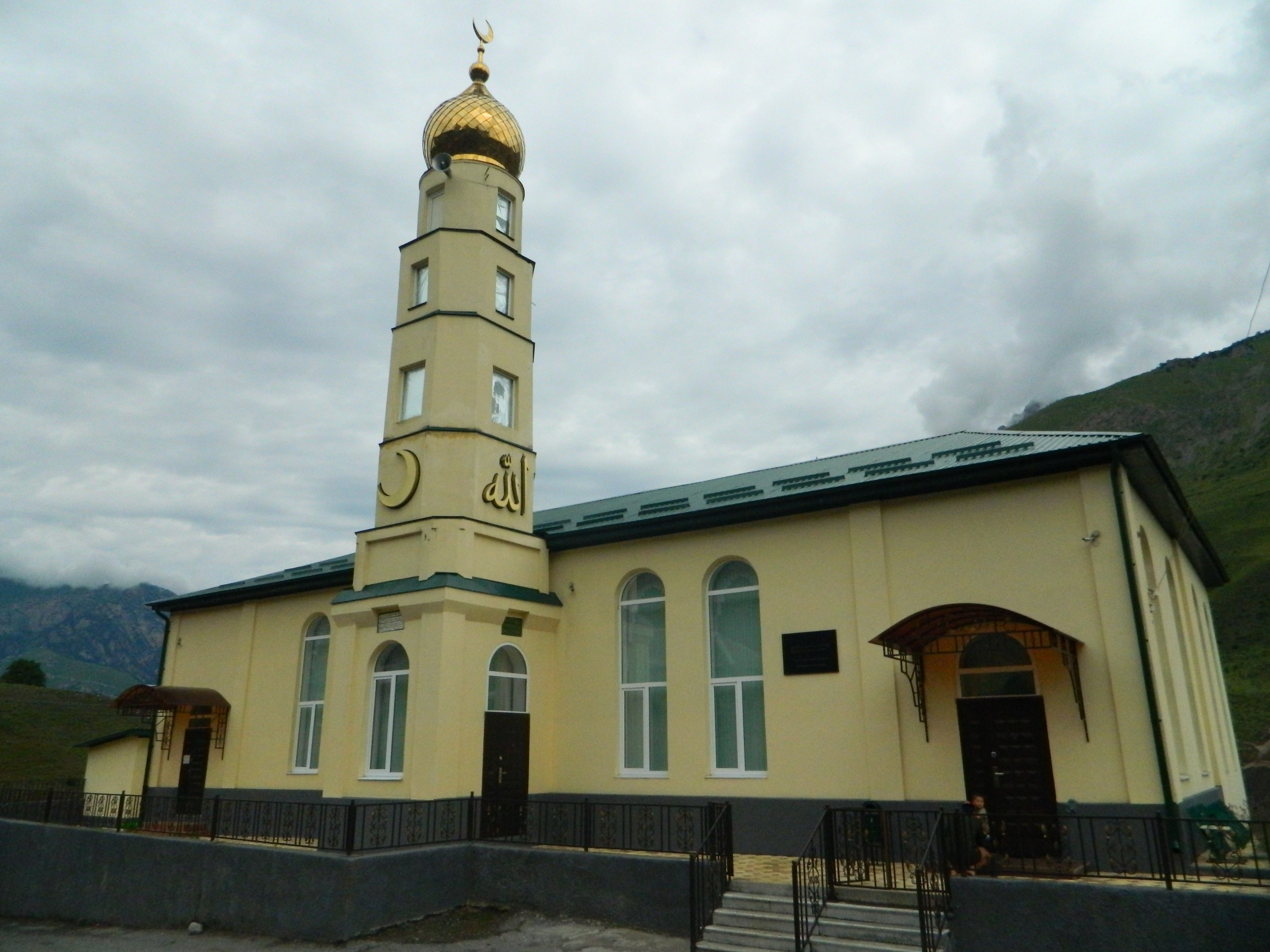
印古什共和國傑伊拉赫區的清真寺

伊斯蘭教是俄羅斯繼俄羅斯正教會以後在的第二大宗教。 信徒主要是高加索民族（主要是車臣人，印古什人和阿迪格人）和突厥人（特別是韃靼人和巴什基爾人）
無教派穆斯林主要分佈在卡巴爾達-巴爾卡爾共和國（49％），巴什科爾托斯坦（38％），卡拉恰伊-切爾克斯共和國（34％），韃靼斯坦共和國（31％），亞馬爾-涅涅茨自治區（13％），奧倫堡州（11％），阿迪格共和國（11％）和阿斯特拉罕州（11％）。
遜尼派穆斯林佔俄羅斯總人口的1.6％。只有達吉斯坦共和國（49％）和卡拉恰伊-切爾克斯共和國（13％）有超過10％的遜尼派穆斯林人口。百分比高於2％的地區有卡巴爾達-巴爾卡爾共和國（5％），漢特-曼西自治區（5％），亞馬爾-涅涅茨自治區（4％），阿斯特拉罕州（3％），車里雅賓斯克州（3％）和秋明州（ 2％）。薩哈共和國有1％至2％的遜尼派穆斯林人口。
什葉派穆斯林佔俄羅斯總人口的0.2％，它是在主要為達吉斯坦共和國（2％），阿迪格共和國（1％），卡拉恰伊-切爾克斯共和國（1％），卡巴爾達-巴爾卡爾共和國（1％），諾夫哥羅德州（1％），奔薩州（1％），韃靼斯坦共和國（1 ％）和漢特-曼西自治區（1％）。
俄國絕大多數（超過50％）穆斯林分佈在車臣共和國，印古什共和國，達吉斯坦共和國，卡巴爾達-巴爾卡爾共和國（55.4％）和韃靼斯坦共和國（55％）。在卡拉恰伊-切爾克斯共和國（48.0％），巴什科爾托斯坦共和國（38.6％），亞馬爾-涅涅茨自治區（17.4％），阿斯特拉罕州（14.6％），阿迪格共和國（12.6％），奧倫堡州（13.9％）和漢特-曼西自治區（10.9％）也有不少穆斯林分佈。
俄國有三百萬至四百萬合法和非法的穆斯林移民，大多來自前蘇聯國家。

### 佛教

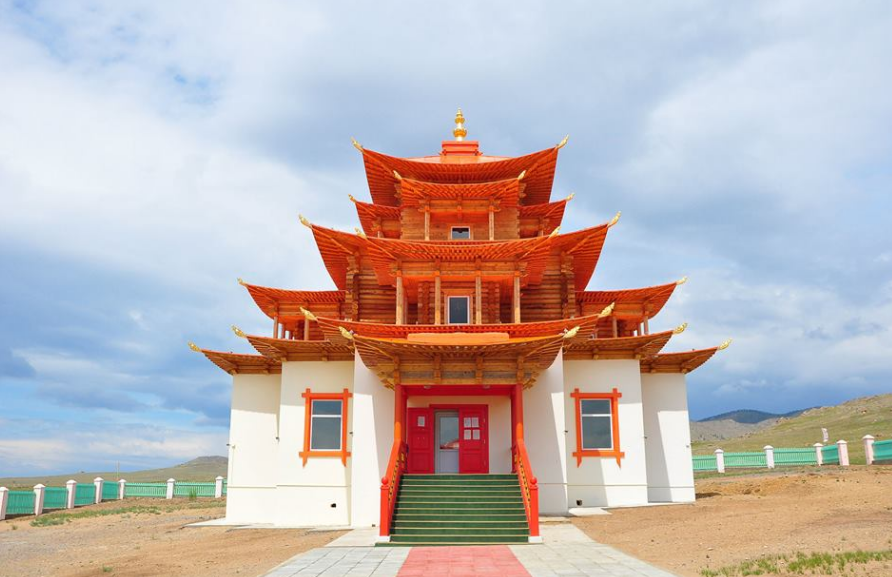
布里亞特共和國的密宗佛教佛學院扎倉

俄羅斯佛教徒70萬人口，佔俄國總人口的0.5％。宗派主要為金剛乘佛教（密宗佛教）。佛教是俄羅斯一些突厥民族和蒙古語族的傳統宗教（卡爾梅克人，布里亞特人和圖瓦人）。圖瓦人中有62 ％佛教徒，卡爾梅克人中有38％佛教徒，布里亞特人中有20％佛教徒。

### 猶太教
截至2012年，俄羅斯境內有14萬名猶太教信徒，猶太人人口則有50萬。他們大多集中在堪察加邊疆區（0.4％），聖彼得堡（0.4％），庫爾斯克州（0.4％），哈巴羅夫斯克邊疆區（0.3％），斯塔夫羅波爾邊疆區（0.3％），布里亞特共和國（0.2％），猶太自治州（0.2％），卡爾梅克共和國（0.2％）和卡巴爾達-巴爾卡爾共和國（0.2％）。

### 道教
在蘇聯解體後，中國傳統宗教道教傳入俄國。

## 宗教自由
俄國宗教自由由自1990年代末和21世紀初有所下降，使國際社會有所批評。

## 外部連結
- Data on religion in Russia（页面存档备份，存于） from the Pew-Templeton Global Religious Futures Project of the Pew Research Center
- Reports and Briefs（页面存档备份，存于） on religious freedom in Russia, 2003-present, from the United States Commission on International Religious Freedom